# دینون
دینون (به یونانی: Δίνων یا Δείνων) (به انگلیسی: Dienon,Dinon) اهل کولوفون (Kolophon,Colophon) شهری ایونیایی در غرب آسیای صغیر، تاریخ‌نویس و وقایع نگار یونانی است.
با این حال دورهٔ زندگی وی، حتی به‌طور تقریبی هم معلوم نیست، فقط همین قدر می دانیم که وی معاصر فیلیپ مقدونی بوده و مدتی در دربار هخامنشی اقامت داشته‌است. دورهٔ فعالیت نویسندگی او را به‌طور سنتی حدوداً بین ۳۶۰ و ۳۴۰ قبل از میلاد می دانند. گفته می‌شود که او کتاب‌های زیادی نوشته بوده‌است؛ کتاب‌هایی راجع به آسیا و از جمله کتاب "پرسیکا"(Περσικα) که به تاریخ پارس مربوط می شده‌است. این کتاب حداقل به سه قسمت تقسیم می شده و هر یک از آن سه قسمت، شامل چند کتاب می بوده‌است. با این همه اصل آثار او به جای نمانده و بخش‌هایی از آن‌ها در آثار نویسندگان دیگر آمده‌است. با این که روایات عجیب و افسانه‌مانند در کتاب‌های او به‌ویژه دربارهٔ هند زیاد است، ولی مورخان بعد از او مانند پلوتارک، الیان (کلودیوس آلیانوس)، کرنلیوس نپوس و تروگ پمپه‌ای برای آثارش ارزش زیادی قائل بودند و از آن‌ها استفاده فراوان کرده‌اند. تاریخ او از تأسیس دولت آشور آغاز و تا تسخیر مصر به دست اردشیر سوم (اُخُس) پایان می‌یابد.
سودا به اشتباه کتاب پرسیکای او را متعلق به دیو کاسیوس می‌داند.
دینون پدر کلیترخوس تاریخ نگار مشهور و پرآوازهٔ اسکندر بزرگ است.
دینون تاریخ شرق نزدیک را از جایی که کتزیاس رها می‌کند، ادامه می‌دهد.